# Bulzi
Bulzi (sardinsky: Bùltzi) je italská obec (comune) v provincii Sassari v regionu Sardinie. Nachází se ve výšce 250 metrů nad mořem a má 453 obyvatel. Rozloha obce je 21,67 km².